# Tacfarinas
Tacfarinas (tamazight ⵜⴰⴽⴼⴰⵔⵉⵏ Takfarin; † 24 n. Chr. bei Auzia, später Aumale, heute Sour El-Ghozlane, Algerien) war ein numidischer Aufständischer, der sich während der Regierungszeit des Kaisers Tiberius gegen die römische Herrschaft auflehnte.

## Leben
Tacfarinas hatte in einer römischen Auxiliareinheit gedient, aus welcher er schließlich desertierte. Seine im römischen Heer gemachte Erfahrungen nutzte er bei der Organisation seines Aufstandes in den Jahren 17–24, bei dem er mit numidischen und maurischen Stämmen, allen voran den Musulamiern und den Garamanten, zunächst sehr erfolgreich einen Guerillakrieg gegen die römischen Einheiten führte.
Trotz Niederlagen gegen die Legio III Augusta und ihre Hilfstruppen unter Marcus Furius Camillus, dem Prokonsul von Africa (17/18), und danach gegen Lucius Apronius Caesianus, den Sohn des nachfolgenden Prokonsuls Lucius Apronius (18–21), forderte er Land und drohte mit einer endlosen Fortsetzung der Kämpfe. Kurzzeitig konnte Quintus Iunius Blaesus, Prokonsul 21–23, im Jahr 22 die Erhebung eindämmen. Zu diesem Zweck wurde zur Unterstützung der hier stationierten Legion III Augusta die Legio VIIII Hispana unter dem Legaten Publius Cornelius Lentulus Scipio aus Pannonien in die nordafrikanische Krisenregion beordert.
Endgültig brach der Widerstand mit dem Tod des Tacfarinas zusammen, der im Jahr 24 im Kampf gegen Publius Cornelius Dolabella und den mit ihm verbündeten Ptolemaeus von Mauretanien bei der Festung von Auzia (heute Sour El-Ghozlane, 100 km südöstlich von Algier) fiel. 